# Logiciel d'animation
 (décembre 2008).

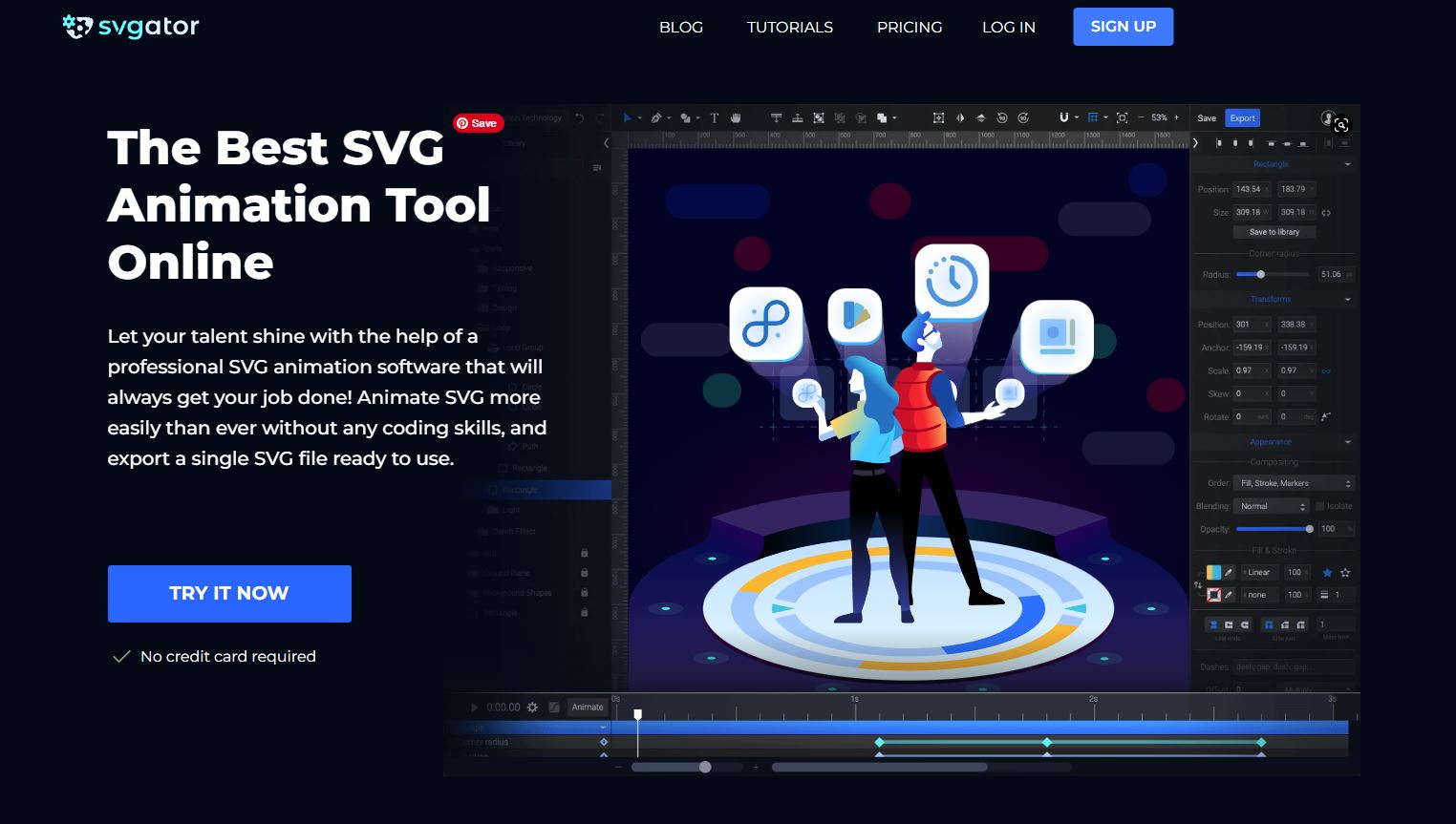
image tirés d'un logiciel d'animation 2D et 3D

Un logiciel d'animation est un logiciel qui permet de réaliser des animations. Il peut s'agir d'une animation 2D ou d'une animation 3D. Il existe de nombreux logiciels d'animation.

## Animation 2D
On peut ranger les logiciels d'animation 2D en deux groupes : 
- Les logiciels d'animation traditionnelle : l'animation se fait image par image, chaque image doit être redessinée. Il s'agit presque toujours d'images bitmap. 
- Les logiciels d'animation vectorielle : on anime des formes géométriques (cercles, polygones, courbes de Béziers...). Ces formes peuvent être colorisées. L'avantage de cette méthode est qu'il n'y a pas besoin de tout redessiner à chaque fois. L'animation se fait par interpolation : on choisit une image A et une image B, on place notre forme géométrique quelque part sur l'image A, ensuite on déplace notre forme sur l'image B (on peut aussi gérer la forme, la couleur, la taille...), et le logiciel calcule les positions intermédiaires automatiquement. 
Il existe également des logiciels qui font les deux à la fois. 

### Logiciels libres
Il existe beaucoup de logiciels d'animation libre, mais certains sont encore en développement et sont par conséquent incomplets. En voici une liste partielle :
- Gimp animation plugin (GAP) Plugin d'animation bitmap pour Gimp (animation et gifs animés).
- Gcompris Logiciel éducatif, qui comprend une activité d'animation 2D (GPL).
- Ktoon Logiciel d'animation vectorielle 2D (GPL).
- Krita
- Tupi, fork de Ktoon. Logiciel d'animation vectorielle, bitmap 2D et stop motion.
- Luciole (logiciel) Logiciel de capture image par image destiné à la réalisation de films d’animation sur Linux (GPL).
- OpenToonz site en anglais. Logiciel d'animation vectorielle et bitmap 2D (GPL) ;
- Pencil. Logiciel d'animation vectorielle et bitmap 2D (GPL) ;
- Prélude est une fonction du logiciel Labography qui permet d'importer ou de créer des objets vectoriels, puis de les animer et enfin d'exporter en "html' ou vidéo.
- Synfig. Logiciel d'animation vectorielle et bitmap 2D (GPL).
- mvComicsMaker. Logiciel d'animation bitmap et vectorielle (GPL).
- ToonLoop (GPL). Logiciel de stop motion simple.
- Egon Animator. Module d'animation intégré à Siag Office et extensible en Scheme.

### Logiciels commerciaux
- Torque Game Builder
- Toon Boom
- Flash
- TVPaint
- Adobe Animate

## Animation 3D
L'animation 3D (réalisée par un animateur 3D) se fait avec des objets en 3D par interpolation : on définit deux poses (image-clé) et le logiciel calcule les mouvements à effectuer entre les deux images-clés.

### Logiciels libres
- Blender logiciel de modélisation, d'animation et de rendu 3D (GPL).

### Logiciels commerciaux
- Cinema 4D
- RenderMan (Pixar)
- Beneton Movie GIF
- Gif Movie Gear